# Гадюка Барана
Гадю́ка Ба́рана, или адапазарская гадюка (лат. Vipera berus barani), — подвид обыкновенной гадюки, ядовитой змеи семейства гадюковых. Ранее рассматривался в качестве отдельного вида. Назван в честь турецкого герпетолога Ибрагима Барана. Распространён на северо-востоке и северо-западе Турции в прибрежных районах на высоте до 2000 м над уровнем моря. Самки достигают 60 см, самцы максимум 54,5 см и, как правило, короче самок.